# Service central des courses et jeux
 (avril 2020).
Le Service Central des Courses et Jeux (SCCJ) fait partie des quatre unités centrales de la Direction centrale de la Police judiciaire (France) (DCPJ).

## Histoire
La loi du 2 juin 1891 réglementant les paris sur les courses de chevaux institue un service de contrôle, composé à l'origine de 5 agents ; un de ses premiers chefs a été Célestin Hennion, futur préfet de police et chef des  « Brigades du Tigre ».
Avant 2008, le service "Course et jeux" était une branche des RG, abréviation de "Renseignements Généraux" (Direction centrale des Renseignements généraux). 
Les RG et la direction de la Surveillance du territoire (DST) fusionnent le 1er juillet 2008, pour devenir la direction centrale du Renseignement intérieur (DCRI), et forment à ce titre le plus important service de renseignement intérieur français. Une partie de ses prérogatives est par ailleurs confiée à la nouvelle Sous-direction de l'information générale (SDIG), créée au sein de la direction centrale de la Sécurité publique (DCSP). C'est là, que la branche « courses et jeux » des RG est transférée à la direction centrale de la Police judiciaire (DCPJ) et devient le Service Central des Courses et Jeux (SCCJ) .
En octobre 2012, le SCCJ interpelle plusieurs suspects dans l'affaire des paris truqués entre les équipes de handball de Montpellier et Rennes.
En décembre 2013, le directeur du SCCJ est limogé et plusieurs inspecteurs font l'objet de procédures disciplinaires dans l'affaire du Cercle de jeu Wagram.
En 2021, le service est réorganisé avec deux grandes divisions opérationnelles, la DSEA et la DNEJ.
Depuis la fin des années 70, le sous-sol du ministère de l'Intérieur abrite une salle de jeux où les policiers du SCCJ se familiarisent avec les pratiques des casinos et apprennent à repérer les tricheurs et fraudeurs. Ils peuvent ainsi démanteler des bandes de tricheurs organisés.
Le SCCJ établit une statistique nationale de la fréquentation des jeux. Vers 2011, 95% des clients des casinos fréquentent les machines à sous, représentant 90,99% des recettes ; 24,5% pratiquent les jeux de table, principalement la roulette, le black-jack et le poker. La forme électronique de la roulette et du black-jack a été autorisée dans les casinos et remporte un succès notable auprès des jeunes majeurs.

## Textes juridiques et légaux
Le décret n°2008-612 du 27 juin 2008relatif à l'organisation de l'administration centrale du ministère de l'intérieur attribue à la direction centrale de la police judiciaire la surveillance des établissements de jeux et des hippodromes.
L'arrêté du 27 juin 2008relatif aux missions et à l'organisation en sous-directions de la direction centrale de la police judiciaire et portant création de services à compétence nationale rattache le service central des courses et jeux (SCCJ) au directeur central.
Aux termes de l'article 3 du même arrêté, le SCCJ est chargé de la surveillance des établissements de jeux, des champs de courses, des paris hippiques et sportifs et des jeux liés aux nouvelles technologies. Il exerce une mission de police administrative, de police judiciaire mais aussi de renseignement en matière de lutte contre la criminalité organisée.

## Mission principale
La mission principale du SCCJ est de veiller au respect de la régularité et de la sincérité des jeux, quels qu'ils soient, ainsi qu'à la protection des joueurs et à la défense des intérêts de l'Etat, et procède aux enquêtes administratives relevant du domaine réglementaire des jeux.

## Organisation
Le service central des courses et jeux est composé de quatre divisions :
- La DLCO: La division de la logistique et de la coordination opérationnelle (RH).
- La DSEA: La division de la surveillance et des enquêtes administratives.
- La DNEJ: La division nationale des enquêtes judiciaires.

### La DLCO: La division de la logistique et de la coordination opérationnelle
La division de la logistique et de la coordination opérationnelle (DLCO), qui comprend notamment la section de la documentation générale (fichier FICOJ, site intranet du SCCJ), la cellule formation et le bureau des ressources et des moyens.
Au titre de la formation, la division organise des stages de formation initiale et continue sur la réglementation des jeux à destination des personnels du service central, des correspondants courses et jeux des services territoriaux ou encore des magistrats dans leur cursus de formation continue.
Sur le plan des échanges internationaux, le service central des courses et jeux participe à la réunion annuelle Gaming Regulators European Forum, forum européen des services de contrôle des jeux, lieu d’échanges et d’information sur les évolutions réglementaires et technologiques, en particulier par rapport aux enjeux européens des jeux en ligne.
L’action du service central des courses et jeux est relayée dans les départements par des correspondants courses et jeux, affectés dans les structures territoriales de la DCPJ, chargées des différentes mesures administratives entourant l’exploitation des casinos ou des cercles de jeux et l’activité hippique, ainsi que de la surveillance des établissements de jeux et des hippodromes.

### La DSEA: La division de la surveillance et des enquêtes administratives
Cette division regroupe :
- La Brigade centrale des casinos et des clubs (B3C)
- La Brigade centrale des courses et des paris (BCCP)
- La brigade centrale anti-blanchiment et appui juridique (BABAJ)

#### La Brigade centrale des casinos et des clubs (B3C)
En son sein, la section casino  est chargée principalement des contrôles techniques et réglementaires des casinos et de l’instruction des dossiers soumis à la commission consultative des établissements de jeux, dans le cadre général de la loi du 15 juin 1907 réglementant les jeux dans les casinos des stations balnéaires, thermales et climatiques.
Elle est également compétente en matière d’enquêtes d’agrément ou de sanctions administratives des personnels, et d’exclusions administratives des joueurs. La section clubs de cette brigade est chargée, pour sa part, de veiller au respect de la réglementation des jeux dans clubs de jeux parisiens.
La Brigade participe également à tous les travaux de révision de la réglementation des jeux dans les casinos, en particulier le décret du 22 décembre 1959 portant réglementation des jeux dans les casinos des stations balnéaires, thermales et climatiques et l’arrêté interministériel du 14 mai 2007 relatif à la réglementation des jeux dans les casinos.
Enfin les effectifs de cette brigade (section des casinos) effectuent les missions de surveillance et de contrôle règlementaire du casino d'Enghien-les-bains (seul casino en Ile-de-France).

### La Brigade Centrale des courses et des paris(BCCP)

#### Course de chevaux
La BCCP, est dotée d’une « section des courses », qui diligente, en matière hippique, les enquêtes administratives préalables aux autorisations de « faire courir, d’entraîner et de monter ». Celles-ci, aux termes du décret du 5 mai 1997 relatif aux sociétés de courses et au pari mutuel, ne peuvent être délivrées qu’après avis favorable du SCCJ.
Elle a également pour mission de réprimer les infractions au code des courses, qu’il s’agisse des courses de chevaux et est chargée du recueil de l’information sur le milieu hippique, ses acteurs et leur entourage. Grâce à ses capacités de renseignement, elle a permis de révéler plusieurs affaires de dopage d'envergure.
La BCCP comprend également une section des paris qui diligente toutes les enquêtes administratives d'agréments des candidats à l'exploitation d'un point de vente FDJ ou PMU.
En 2023, le SCCJ compte 62 agents dont 10 à la BCCP. Elle vérifie 3 500 à 4 000 demandes d'agrément par an en effectuant une enquête de moralité  sur les gérants de points de vente FDJ/PMU et les professionnels des courses.

### La Brigade Centrale anti-blanchiment et appui juridique (BABAJ)
Les établissements de jeux "en dur" (par opposition au jeu en ligne qui dépend de l'ANJ) sont assujettis aux obligations de lutte anti-blanchiment et de prévention du terrorisme (LAB/FT) comme prévu à l'article L 561-2 du code monétaire et financier.
Le SCCJ est leur autorité de contrôle conformément à l'article R 561-39 du code monétaire et financier. A ce titre la BABAJ diligente des inspections administratives de prévention du blanchiment dans les casinos et les clubs. Elle y vérifie la conformité du dispositif prudentiel de ces opérateurs de jeux au code monétaire et financier dont les dispositions ont été inspirées par les directives européennes anti-blanchiment.
La section d'appui juridique de la BABAJ apporte un éclairage transversal à tout le SCCJ sur des questions d'ordre juridique ainsi qu'aux partenaires institutionnels et professionnels du service. Elle a grandement contribué à la préparation de l'inspection du GAFI et à la rédaction de l'analyse sectorielle des risques LAB/FT. Enfin, cette section abrite le référent e-sport du service qui centralise toutes les déclarations des compétitions.

### La DNEJ: Division nationale des enquêtes judiciaires
La DNEJ comporte :
- La section des fraudes et du blanchiment par le jeu
- La section de répression du jeu clandestin
- La section de lutte contre la corruption sportive

Le champ d’investigation de la division est délimité par la loi du 21 mai 1836 modifiée portant prohibition des loteries et les dispositions du code de la sécurité intérieure (notamment articles L324-1 à 16), ainsi que par les dispositions pénales réprimant les infractions aux courses (paris clandestins, vente de pronostics, dopage de chevaux…) ou divers délits de droit commun commis dans le milieu ludique (vols, escroqueries, blanchiment…).
La division participe activement à la plateforme nationale de lutte contre les manipulations sportives et elle a diligentée de nombreuses enquêtes dans ce domaine dont la plus célèbre est l'affaire "Karabatic"